# Qiagelake Xiang
Qiagelake Xiang (kinesiska: 恰格拉克乡, 恰格拉克) är en socken i Kina. Den ligger i den autonoma regionen Xinjiang, i den nordvästra delen av landet, omkring 680 kilometer sydväst om regionhuvudstaden Ürümqi. Antalet invånare är 15 728. Befolkningen består av 7 652 kvinnor och 8 076 män. Barn under 15 år utgör 24,0 %, vuxna 15-64 år 70 %, och äldre över 65 år 4,0 %.
Genomsnittlig årsnederbörd är 170 millimeter. Den regnigaste månaden är augusti, med i genomsnitt 33 mm nederbörd, och den torraste är mars, med 2 mm nederbörd.